# Tẩy lông

Phấn bố lông cơ thể ở nam và nữ (ngoại trừ nách và đầu).

Tẩy lông là một hình thức loại bỏ lông bán vĩnh viễn, với việc loại bỏ lông từ gốc. Lông mới sẽ không phát triển trở lại trong vùng đã tẩy lông trong thời gian 4-6 tuần, mặc dù một số người sẽ bắt đầu thấy tái phát trong một tuần do một số lông của họ đang có trong chu kỳ phát triển lông khác. Gần như bất kỳ khu vực nào của cơ thể đều có thể được tẩy lông, bao gồm lông mày, lông mặt, lông mu (gọi là tẩy lông bikini), lông chân, lông tay, lông lưng, lông bụng dưới, và lông bàn chân. Có nhiều loại tẩy lông thích hợp cho từng khu vực trên người.